# 정운공 순의비
정운공 순의비(鄭運公 殉義碑)는 부산광역시 사하구 다대1동 몰운대에 자리하고 있는 이 비는 임진왜란 당시 부산포 해전(1592년 9월 1일)에 우부장(右部將)으로 출전하여 공격의 맨 앞에 서서 장렬하게 싸우다 전사한 녹도만호 정운 장군의 의로운 죽음을 추모하고 있다. 1972년 6월 26일 부산광역시의 기념물 제20호 정운공순의비로 지정되었다가, 2014년 9월 3일 정운공 순의비로 명칭이 변경되었다.

## 개요
몰운대에 자리하고 있는 이 비는 임진왜란 당시 부산포 해전(1592년 9월 1일)에 우부장(右部將)으로 출전하여 공격의 맨 앞에 서서 장렬하게 싸우다 전사한 녹도만호 정운 장군의 의로운 죽음을 추모하고 있다.
임진왜란이 일어났을 때 전라좌수사 이순신 장군의 휘하에 있었던 정운 장군은 적병이 호남에 이르기 전에 먼저 나아가 칠 것을 주장하고, 맨 앞에 서서 공격할 것을 스스로 청하였다. 또한 옥포·사천·한산도 해전에서 공을 세우고, 왜적의 군영이 있던 부산포를 공격할 때에도 다시 맨 앞에서 공격을 하였다. 비문에는 장군이 수군 선봉으로 몰운대 아래에서 왜적을 만났을 때 몰운(沒雲)의 운(雲)자가 자기 이름자 운(運)과 음이 같다하여 이곳에서 죽을 것을 각오하고 싸우다가 순절하였다고 적고 있는데, 『충장공실기(忠壯公實記:‘충장’은 정운 장군의 시호)』와 『충무공전서(忠武公全書)』에는 부산포해전에서 순절하였다고 기록되어 있다.
직사각형의 비는 윗변을 둥글게 다듬은 간략한 형태이다. 정조 22년(1798) 정운 장군의 8대손 정혁이 다대첨사로 왔을 때 세운 것이며, 비문은 이조판서 민종현이 짓고, 훈련대장 서유대가 썼다. 1974년 부산시가 비각을 세워 비를 보호하고 있다.

## 명칭 변경
1972년 6월 26일 부산광역시의 기념물 제20호 정운공순의비로 지정되었다가, 2014년 9월 3일 문화재지정 명칭을 띄어쓰기를 적용하여 정운공 순의비로 변경하였다.

## 같이 보기
- 정운

## 참고 문헌
- 정운공순의비 - 국가유산청 국가유산포털